# Reserves de Selva Atlàntica a la Costa do Descobrimento
Les Reserves de Mata Atlàntica a la costa do Descobrimento, amb 112.000 hectàrees, van ser declarades Patrimoni de la Humanitat per la UNESCO el 1999. La Reserva de la costa do Descobrimento en els estats de Bahia i Espírito Santo tenen els exemples de boscos de selva atlàntica (mata atlàntica) més preservats al nord-est del Brasil.
Tenen un incalculable valor simbòlic per albergar encara intactes els paisatges que donen testimoni del naixement del Brasil. Comprenen 8 UA (unitats de conservació), dividides en 5 UPI (unitats de protecció integral), és a dir, la Reserva Biològica Una i la de Sooretama, i el Parc Nacional de Pal Brasil, el Parc Nacional del monte Pascoal, amb el monte Pascoal, i del Parque Nacional costa do Descobrimento, i 3 unitats d'ús sostenible, és a dir, les reserves privades del Patrimoni Natural de Pal del Brasil, de Veracruz i de Linhares.
Les selves tropicals de la costa atlàntica del Brasil són les més riques del món en termes de biodiversitat. A l'indret, hi ha una àmplia quantitat d'espècies amb un alt grau d'endemisme, i demostra un quadre d'evolució que no és sols de gran interès científic, sinó també ho és de gran importància per a la conservació. Entre les espècies més conegudes, estan el mico-lleó-daurat, titi de rostre negre i daurat al pit. També s'hi pot trobar restes de pal de Brasil, la fusta brasilera que va donar nom al país.
La Reserva de la Mata Atlàntica costa del Descobriment comprèn una sèrie de patrimoni cultural extraordinari que representa exemples de la primera ocupació europea del Nou Món i que són testimonis d'aquest període únic de la seva història moderna. Alguns exemples més en són l'extraordinari centre històric de Porto Seguro, Vale Verde, Trancoso i Santa Cruz de Cabrália. Les ruïnes de la primera església del Brasil es troben en un penya-segat al Porto Seguro. Recentment, una antiga civilització tupí hi va ser descoberta.